# Badehaus (Rosneath Castle)
Das Badehaus von Rosneath Castle war ein Badehaus auf der Halbinsel Rosneath in der schottischen Council Area Argyll and Bute. Das Gebäude befindet sich in einem Wald auf den Ländereien von Rosneath Castle südlich der Ortschaft Rosneath unweit von Rosneath Bay, einer Nebenbucht des Meeresarmes Gare Loch. 1991 wurde das Badehaus in die schottischen Denkmallisten in der höchsten Kategorie A aufgenommen.

## Beschreibung
Der genaue Bauzeitpunkt ist nicht überliefert, sodass nur das mittlere bis späte 18. Jahrhundert als Bauzeitraum angegeben werden kann. Es handelt sich um ein im klassizistischen Stil gebautes, einstöckiges, längliches Gebäude mit drei vertikalen Fensterachsen entlang den Längsseiten. Die Eingangstüre und die Fensteröffnungen sind mit rosafarbenem, cremefarbenem und grünem Sandstein verziert. Die Giebelflächen sind als verzierte Dreiecksgiebel gearbeitet. Das Badehaus ist seit 1995 im schottischen Register gefährdeter denkmalgeschützter Bauwerke gelistet. Auf Grund seiner Lage inmitten eines Waldes bedroht der Baumwuchs die Bausubstanz. So wachsen mittlerweile bereits Bäume im Gebäudeinneren. Das Dach ist eingestürzt. Der Gesamtzustand wird als ruinös beschrieben und die Gefährdung als kritisch eingestuft.